# Frank Erbguth
Frank Erbguth (* 27. Mai 1956 in Hof an der Saale) ist ein deutscher Neurologe, Psychiater und Psychologe. Er ist Hochschullehrer an der Paracelsus Medizinischen Privatuniversität (PMU), Campus Nürnberg. Bis 2022 lehrte er auch an der Friedrich-Alexander-Universität (FAU) Erlangen-Nürnberg.

## Leben und Wirken
Erbguth studierte von 1976 bis 1983 Humanmedizin und Psychologie (Dipl.-Psych. Univ.) an der Friedrich-Alexander-Universität Erlangen-Nürnberg. Die Weiterbildung erfolgte an den Kliniken für Neurologie, Neurochirurgie (Neuroradiologie) und Psychiatrie der FAU Erlangen-Nürnberg. Die Promotion zum Dr. med. erfolgte mit einer empirischen Arbeit zum Placebo- und Nocebo-Effekt.
Neben den Facharzttiteln Neurologie und Psychiatrie erwarb er die Zusatzbezeichnungen Intensivmedizin und Geriatrie.
Ab 1988 baute er an der Neurologischen Klinik der Universität Erlangen-Nürnberg eine Ambulanz für Dystonieerkrankungen und Botulinumtoxin-Therapie auf.
Die Habilitation (Dr. med. habil.) mit Erhalt der Lehrbefugnis (Privatdozent) erfolgte 1996 mit einer Arbeit über die Behandlung der zervikalen Dystonie (Torticollis spasmodicus) mit Botulinumtoxin.
1997 war er für die Planung, den Aufbau und die Inbetriebnahme der Stroke Unit an der Neurologischen Klinik der Universität Erlangen-Nürnberg verantwortlich.
1998 erhielt er den Ruf auf eine C3-Professur an der Neurologischen Klinik der Friedrich-Alexander-Universität Erlangen-Nürnberg, die er mit Wirkung vom 1. Oktober 1999 antrat. Seit 2014 ist er Professor an der Salzburger Paracelsus Medizinischen Privatuniversität (PMU) am Standort Nürnberg. Von Mai 2001 bis März 2022 war er Direktor der Universitätsklinik für Neurologie am Klinikum Nürnberg, die zum Campus Klinikum Nürnberg der PMU gehört.
Seit 2019 ist er 1. Präsident der neu gegründeten Deutschen Hirnstiftung e.V. mit Sitz in Berlin. Seit 2024 ist er 1. Vorsitzender der Deutschen Gesellschaft für Neurowissenschaftliche Begutachtung (DGNB).

## Forschung
Zu Erbguths Forschungs- und klinischen Schwerpunkten gehören Schlaganfall und andere zerebrovaskuläre Erkrankungen, neurologische Notfall- und Intensivmedizin, Dystone Bewegungsstörungen und Botulinumtoxintherapie, Entzündungs- und Infektionserkrankungen des Nervensystems sowie Medizingeschichte und Medizinethik.

## Mitgliedschaften
Erbguth wurde in verschiedene nationale und internationale Fachgremien, wissenschaftliche Beiräte und Kommissionen berufen, u. a. der Deutschen Gesellschaft für Neurologie (DGN), der Deutschen Gesellschaft für Neurointensiv- und Notfallmedizin (DGNI) sowie der Deutschen Interdisziplinären Vereinigung Intensiv- und Notfallmedizin (DIVI).

## Auszeichnungen
2014 wurde Frank Erbguth mit dem Justinus-Kerner-Preis der Stadt Weinsberg ausgezeichnet. 2023 erhielt er den Ehrenamtspreis der Deutschen Gesellschaft für Neurologie, 2024 den Lebenswerkpreis der Deutschen Krankenhausneurologie und die Griesinger-Medaille der Berliner Gesellschaft für Psychiatrie und Neurologie.

## Publikationen
Erbguth ist Autor und Koautor von Buchbeiträgen und wissenschaftlichen Publikationen zu den oben genannten Schwerpunkten.